# 1706 w polityce
Wydarzenia polityczne w 1706 roku.
- Wojna o sukcesję hiszpańską: "Annus Mirabilis" ("Cudowny Rok") dla Wielkiego Sojuszu[1]

- 23 maja - Wojna o sukcesję hiszpańską: wojska Wielkiego Sojuszu rozbiły francusko-bawarską Armię Flandrii w bitwie pod Ramillies[2].
- 26 maja  - Wojna o sukcesję hiszpańską: wojska Wielkiego Sojuszu dowodzone przez księcia Marlborough wkroczyły do Brukseli[3].
- 30 maja - Wojna o sukcesję hiszpańską: wojska Wielkiego Sojuszu zdobyły Gandawę[4].
- 27 czerwca - Wojna o sukcesję hiszpańską: wojska Wielkiego Sojuszu dowodzone przez Henri de Massue hr. Galwaya wkroczyły do Madrytu[5].
- 6 lipca - Wojna o sukcesję hiszpańską: wojska Wielkiego Sojuszu zdobyły Ostendę[6].
- 7 września - Wojna o sukcesję hiszpańską: wojska Wielkiego Sojuszu rozbiły francuską Armię Italii w bitwie pod Turynem[7].

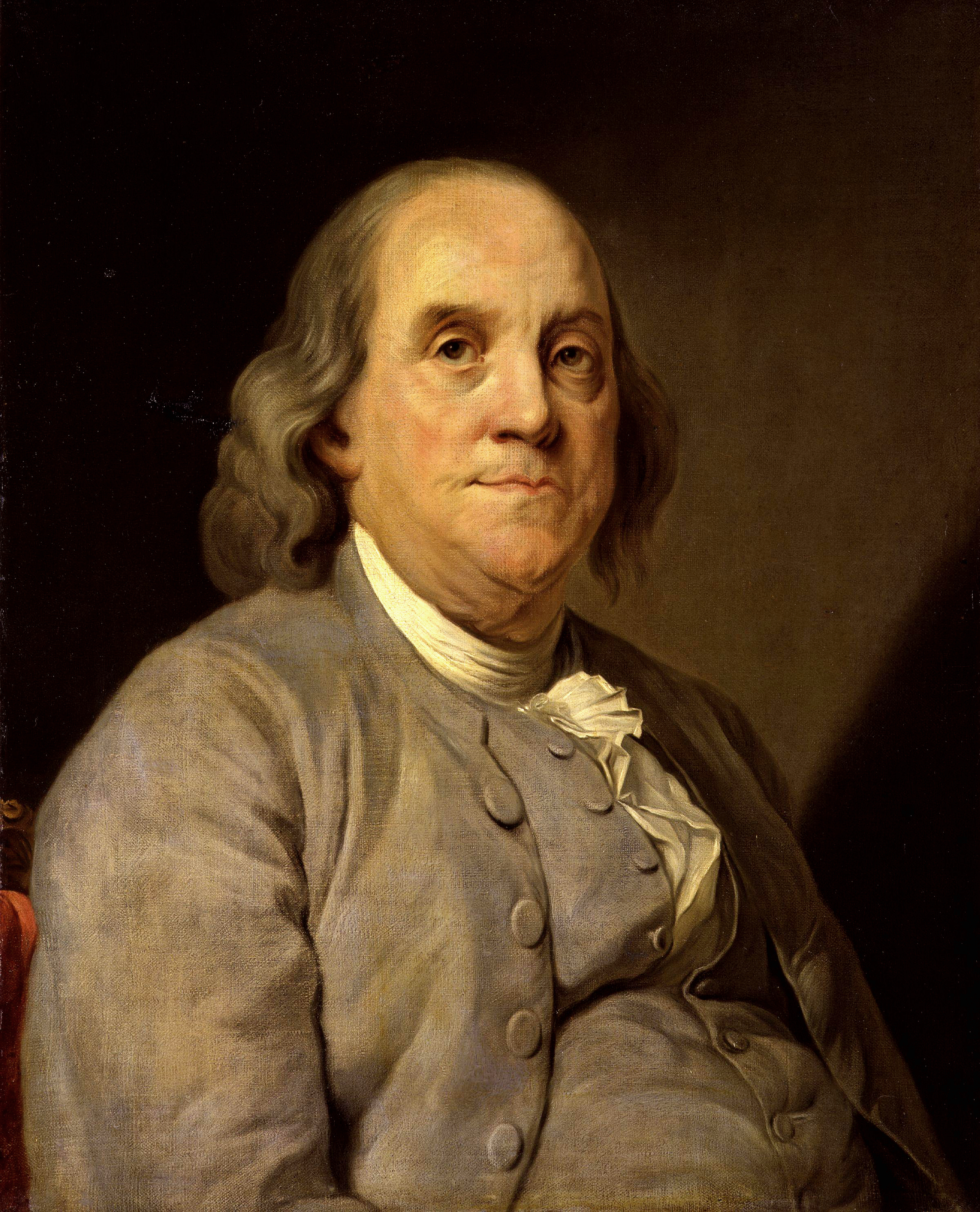
Benjamin Franklin

## Urodzili się
- 17 stycznia Benjamin Franklin, amerykański polityk[8].
- Adam Leon Małachowski, polski dostojnik szlachecki[9].